# Lacmellea guyanensis
Lacmellea guyanensis là một loài thực vật có hoa trong họ La bố ma. Loài này được (Müll.Arg.) Monach. mô tả khoa học đầu tiên năm 1945.